# Grab, Bijelo Polje
Grab este un sat din comuna Bijelo Polje, Muntenegru. Conform datelor de la recensământul din 2003, localitatea are 501 locuitori (la recensământul din 1991 erau 605 locuitori).

## Demografie
În satul Grab locuiesc 402 persoane adulte, iar vârsta medie a populației este de 40,2 de ani (36,7 la bărbați și 44,1 la femei). În localitate sunt 154 de gospodării, iar numărul mediu de membri în gospodărie este de 3,25.
Această localitate este populată majoritar de sârbi (conform recensământului din 2003).
|  |

| Demografie | Demografie | Demografie |
| An         | Locuitori  | Locuitori  |
| ---------- | ---------- | ---------- |
|            |            |            |
|            |            |            |
|            |            |            |
|            |            |            |
| 1948       | 812        |            |
| 1953       | 933        |            |
| 1961       | 1087       |            |
| 1971       | 1065       |            |
| 1981       | 805        |            |
| 1991       | 605        | 595        |
| 2003       | 517        | 501        |

| \| Componența etnică conform recensământului din 2003[2] \| Componența etnică conform recensământului din 2003[2] \| Componența etnică conform recensământului din 2003[2] \| Componența etnică conform recensământului din 2003[2] \| Componența etnică conform recensământului din 2003[2] \| \| ----------------------------------------------------- \| ----------------------------------------------------- \| ----------------------------------------------------- \| ----------------------------------------------------- \| ----------------------------------------------------- \| \| \| \| \| \| \| \| Sârbi \| Sârbi \| \| 349 \| 69,66% \| \| Muntenegreni \| Muntenegreni \| \| 137 \| 27,34% \| \| Iugoslavi \| Iugoslavi \| \| 1 \| 0,19% \| \| necunoscută \| necunoscută \| \| 5 \| 0,99% \| |              |  |     |        |
| Componența etnică conform recensământului din 2003 |              |  |     |        |
| |              |  |     |        |
| Sârbi | Sârbi        |  | 349 | 69,66% |
| Muntenegreni | Muntenegreni |  | 137 | 27,34% |
| Iugoslavi | Iugoslavi    |  | 1   | 0,19%  |
| necunoscută | necunoscută  |  | 5   | 0,99%  |